# Mistrzostwa Europy w Wioślarstwie 2009 – czwórka podwójna kobiet
Dwójka podwójna wagi lekkiej kobiet (LW2x) – konkurencja rozgrywana podczas Mistrzostw Europy w Wioślarstwie 2009 w Brześciu między 18 a 20 września.

## Harmonogram konkurencji
| Wydarzenie                  | Runda           |
| --------------------------- | --------------- |
| Piątek, 18 września 2009    | Wyścig pokazowy |
| Niedziela, 20 września 2009 | Finał A         |

## Medaliści
| Złoto                                                                                         | Srebro                                                                              | Brąz                                                                          |
| Ukraina · Switłana Spiriuchowa · Tetiana Kolesnikowa · Anastasija Kożenkowa · Jana Dementiewa | Włochy · Erika Bello · Gabriella Bascelli · Laura Schiavone · Elisabetta Sancassani | Rumunia · Anca Luchian · Irina Dorneanu · Andreea Boghian · Cristina Grigoraș |

## Wyniki

### Wyścig pokazowy
Reguła kwalifikacji: 1... → FA
| Miejsce | Zawodnik                                                                      | Kraj     | Czas    | Uwagi |
| ------- | ----------------------------------------------------------------------------- | -------- | ------- | ----- |
| 1       | Switłana Spiriuchowa Tetiana Kolesnikowa Anastasija Kożenkowa Jana Dementiewa | Ukraina  | 6:33,68 | FA    |
| 2       | Erika Bello Gabriella Bascelli Laura Schiavone Elisabetta Sancassani          | Włochy   | 6:39,64 | FA    |
| 3       | Anca Luchian Irina Dorneanu Andreea Boghian Cristina Grigoraș                 | Rumunia  | 6:43,31 | FA    |
| 4       | Jewgienija Gołubiewa Aleksandra Fiedorowa Olga Samulenkowa Julija Kalinowska  | Rosja    | 6:49,53 | FA    |
| 5       | Natalla Prywaława Hanna Haura Kaciaryna Szlupska Nastaśsia Fadziejenka        | Białoruś | 6:52,00 | FA    |

### Finał A
| Miejsce | Zawodnik                                                                      | Kraj     | Czas    | Uwagi |
| ------- | ----------------------------------------------------------------------------- | -------- | ------- | ----- |
|         | Switłana Spiriuchowa Tetiana Kolesnikowa Anastasija Kożenkowa Jana Dementiewa | Ukraina  | 6:30,90 |       |
|         | Erika Bello Gabriella Bascelli Laura Schiavone Elisabetta Sancassani          | Włochy   | 6:38,87 |       |
|         | Anca Luchian Irina Dorneanu Andreea Boghian Cristina Grigoraș                 | Rumunia  | 6:44,14 |       |
| 4       | Natalla Prywaława Hanna Haura Kaciaryna Szlupska Nastaśsia Fadziejenka        | Białoruś | 6:47,93 |       |
| 5       | Jewgienija Gołubiewa Aleksandra Fiedorowa Olga Samulenkowa Julija Kalinowska  | Rosja    | 6:58,15 |       |